# Коваленко Артемій Олександрович
Арте́мій Олекса́ндрович Ковале́нко — солдат Збройних сил України, учасник російсько-української війни.

## З життєпису
Строкову службу проходив у середині 2000-х, розвідувальна рота 95-ї бригади.
На Майдан заходив, прогулюючись, з дружиною. Коли згорів будинок профспілок, був шокований. Після анексії Криму подав заяву добровольця. Після 3-ї подачі зарахований до лав ЗСУ, 30-й батальйон, 95-та бригада, військовий медик. Брав участь у боях за Донецький аеропорт.
Вночі проти 7 грудня 2014-го він та ще один військовик — Євген Закалюжний — повзли 5 годин 200—250 метрів по снігу злітної смуги під вогнем гранатометів, мінометів, пострілів снайперів, виходячи з оточення. Закалюжному під час відходу прострелило руку і ногу, Артемію — ногу. Доповзли до МТ-ЛБ. Їх доправили в Піски, де вже було 15 поранених, і в МТ-ЛБ теж усі поранені. 2 березня після одужання повернувся до лав ЗСУ. За одужанням стежили батьки, дружина, сестра-медик.

## Нагороди
За особисту мужність і високий професіоналізм, виявлені у захисті державного суверенітету та територіальної цілісності України, вірність військовій присязі, відзначений — нагороджений
- орденом «За мужність» III ступеня (31.7.2015).